# Водовойка
Водовойка (Левая Водовойка) — река в России, протекает по Уржумскому и Лебяжскому районам Кировской области. Устье реки находится в 28 км по правому берегу реки Байса. Длина реки составляет 19 км. В 6,2 км от устья, по правому берегу реки впадает река Правая Водовойка. До впадения Правой Водовойки река также называется Левая Водовойка.
Высота устья — 88,5 м над уровнем моря.
Исток реки у посёлка Ивановский в 24 км к северо-западу от Уржума. Течёт на север, протекает деревни Платуны, Меркуши, Адово, Мари-Мерзино. В деревне Адово в месте впадения Правой Водовойки на реке плотина и запруда. Впадает в Байсу у деревни Вичур.

## Данные водного реестра
По данным государственного водного реестра России относится к Камскому бассейновому округу, водохозяйственный участок реки — Вятка от города Котельнич до водомерного поста посёлка городского типа Аркуль, речной подбассейн реки — Вятка. Речной бассейн реки — Кама.
Код объекта в государственном водном реестре — 10010300412111100037846.